# 雪平市镇
雪平市镇（瑞典語：Köpings kommun）是瑞典中部西曼兰省的一个市镇。其治所位于雪平。